# TrueCrypt
TrueCrypt — це вільне програмне забезпечення з відкритим програмним кодом, що використовується для шифрування «на льоту» жорстких дисків і дискових розділів, та зовнішніх пристроїв зберігання інформації. Програма працює на 32 та 64-розрядних операційних системах Microsoft Windows 2000/XP/2003/Vista/7/8/8.1/10, Mac OS X з версії 10.4, Linux з версії 2.6 та в DragonFly BSD. Програма призначена для шифрування жорсткого диску в реальному часі та створення зашифрованих томів TrueCrypt, типу контейнера, і підключення їх як логічних розділів жорстокого диску. TrueCrypt може використовувати для зберігання зашифрованої інформації повністю весь існуючий логічний диск або якийсь носій інформації, наприклад, флопі-диск чи USB флеш-пам'ять. Всі збережені дані на диску TrueCrypt шифруються, включаючи імена файлів та директорій. Том TrueCrypt подібний до фізичного жорсткого диску, тому, наприклад, відновлювати файлову систему на шифрованому диску можна з допомогою звичних утиліт (напр.CHKDSK), проводити дефрагментацію тощо. Розвиток проєкту було зупинено в 2014 році.
Доступні алгоритми шифрування: AES (256-bit key), Blowfish (448-bit key), CAST5 (128-bit key), Serpent (256-bit key), Triple DES, Twofish (256-bit key).

## Закриття проєкту
Наприкінці 2013 року Кенн Уайт та група радників, зібравши понад 70 000 $ пожертв від величезної та різноманітної онлайн-спільноти, розпочали двоетапний аудит коду TrueCrypt, другий етап якого завершився у квітні 2015 року. Аудит TrueCrypt, зокрема версії 7.1а, не виявив бекдорів чи будь-яких серйозних недоліків, які роблять програмне забезпечення небезпечним.
27 травня 2014 стало відомо, що розробники раптово завершили розвиток проєкту неповноцінною версією 7.2, в якій вилучено великі шматки коду, додано повідомлення, що нібито використання TrueCrypt не є безпечним. Нова версія дозволяє тільки читати, але не створювати нові шифровані розділи та контейнери. Колишня офіційна сторінка почала перенаправляти на http://truecrypt.sourceforge.net/ де даються сумнівні рекомендації для користувачів MS Windows OS переходити на власницьку програму BitLocker від Microsoft з закритим кодом. Фахівці та користувачі сумніваються в останніх повідомленнях розробників і обговорюють можливість відродження проєкту на не анонімній основі, з продовженням аудиту коду на предмет потенційно небезпечних помилок в коді чи закладок спецслужб. Остання «повноцінна» версія (яку можна знайти в інтернеті) — це 7.1а.
Truecrypt — дійсно унікальне програмне забезпечення. Втрату розробників Truecrypt гостро відчувають багато людей, які покладаються на повне шифрування диска для захисту своїх даних.

## Форки TrueCrypt
Після несподіваного і неочікуваного закриття проєкту з'явилося кілька форків на основі кодової бази TrueCrypt.

### CipherShed
CipherShed — форк кодової бази Truecrypt, котрий поки що перебуває в стані альфа-версії. Тут також проведена значна робота з ідентифікації та виправленню помилок в коді TrueCrypt та модифікації коду таким чином, щоб він міг поширюватись під якоюсь однією відкритою ліцензією Користувачами VeraCrypt також були висловлені деякі сумніви щодо щирості розробників CipherShed, оскільки один з основних розробників — Jason Pyeron, — працював на Агентство оборонних інформаційних систем (підрозділ Міністерства оборони США), котре складається з військових, федеральних цивільних осіб, та підрядників і надає інформаційні технології і комунікаційну підтримку президенту, віцепрезиденту, міністру оборони та більшості інформаційних систем оборони США.

### tc-play
У 2011 році заснований проєкт під назвою tc-play. Програмне забезпечення, випущене за ліцензією BSD, яка визнається вільною ліцензією з відкритим вихідним кодом, сумісне з TrueCrypt. tc-play є альтернативною реалізацією моделі шифрування TrueCrypt за допомогою вбудованої в ядро Linux підсистеми шифрування «dm-crypt», яка є частиною інфраструктури device mapper (dm) і використовує криптографічні процедури з crypto API ядра. tc-play існує для DragonflyBSD та Linux: Arch Linux, Debian, Fedora, openSUSE, Ubuntu серед інших.

### VeraCrypt
VeraCrypt — один з найвідоміших, котрий розвиває компанія IDRIX та розробник Mounir Idrassi. Проєкт станом на 2015 рік активно еволюціонує і вже виправлено більшість помилок чи сумнівних місць в коді TrueCrypt, які були визначені після профінансованого інтернет-спільнотою аудиту в 2014 році. Також замінено криптографічно недостатньо стійкий алгоритм шифрування RIPEMD-160, який вживався типово для шифрування заголовку тому системних розділів ОС Microsoft Windows на SHA-256 алгоритм. В VeraCrypt покращено криптографічну стійкість з допомогою підвищення числа ітерацій для шифрування майстер-ключа в заголовку томів: на відміну від типових стандартних для TrueCrypt 1000 — макс. 2000 ітерацій в VeraCrypt це число змінилось до 200000 для HMAC-SHA-256 та до 327661 для більш слабкого HMAC-RIPEMD-160 в системних розділах в Windows, та 655331 для HMAC-RIPEMD-160 і 500000 ітерацій для HMAC-SHA-512, HMAC-SHA-256 та HMAC-Whirlpool для контейнерів та несистемних розділів, що підвищує значним чином обчислювальні потужності для теоретичної спроби злому заголовка (методом brute-force для відновлення майстер-ключа певного зашифрованого розділу). Починаючи з версії 1.12 було внесено ще одну важливу зміну — число PIM (Personal Iterations Multiplier — особистий коефіцієнт ітерацій) котрий задає з допомогою простих формул (для стандартних контейнерів чи розділів Iterations = 15000 + (PIM x 1000) і для системних розділів Iterations = PIM x 2048) особисте число ітерацій для вибраного тому VeraCrypt. Це значно уповільнює цикл підключення тому та його монтування в системі при великих значеннях PIM, але не впливає на швидкість операцій в подальшій роботі з томом в системі і таким чином ефективно ускладнює проблему взлому заголовка тому та підбору пароля. Також передбачено монтування та конвертацію стандартних розділів TrueCrypt 6.0-7.1а версій в формат VeraCrypt, але можливості зворотньої конвертації немає. Програма та код поширюються на умовах комбінованої Apache License 2.0 ліцензії та оригінальної ліцензії TrueCrypt. Аудит коду VeraCrypt планується.